# Trachelanthus cerinthoides
Trachelanthus cerinthoides är en strävbladig växtart som först beskrevs av Pierre Edmond Boissier, och fick sitt nu gällande namn av Gustav Kunze. Trachelanthus cerinthoides ingår i släktet Trachelanthus och familjen strävbladiga växter. Utöver nominatformen finns också underarten T. c. stenophyllus.